# HK Orenburg
HK Orenburg (ros. ХК Оренбург) – rosyjski klub hokeja na lodzie z siedzibą w Orenburgu.

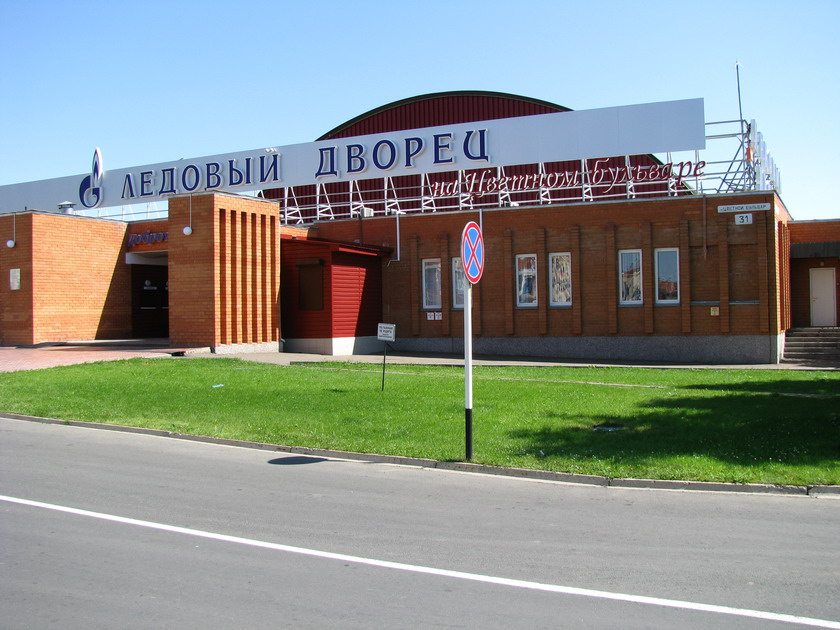
Lodowisko w Rostoszach

## Historia
W 2019 drużyna została przyjęta do trzeciej rosyjskiej klasy rozgrywkowej, określonej jako Mistrzostwa Wyższej Hokejowej Ligi (WHL-B). Latem 2020 ogłoszono wycofanie drużyny z grona uczestników tych rozgrywek.